# アワガタケスミレ
アワガタケスミレ（粟ヶ岳菫、学名：Viola awagatakensis）は、スミレ科スミレ属の多年草。1997年新種記載の種である。

## 特徴
有茎の種であるが、地上茎はほとんど立たず、立っても茎の高さは3-6cmほど。植物体の高さは7-14cm。唇弁の距が細長く、斜上することでは、ナガハシスミレ V. rostrate  subsp. japonica に似るが、 同種と比べ、葉は小さく、質が厚く光沢が強く、三角状卵形で基部が心形とならず、切形となることで区別がつく。また、葉の質が厚く光沢がある点で似るテリハタチツボスミレ V. faurieana とは、唇弁の距が細長く、斜上する点で区別される。本種の距は長さ8-12mmになる。花期は4月下旬-5月中旬。花の径は約1-1.3cmと小さく、花弁は紅紫色から淡紫色になり、側弁の基部に毛は無い。花柄は根生または腋生で、赤みを帯びる。 染色体数は2n=20。

## 分布と生育環境
日本固有種。本州の新潟県、福島県および山形県の内陸部に分布し、日当たりのよい傾斜地で、岩の割れ目や崩壊したやや乾いた場所に限定的に生育する。タイプ標本の採集地は、新潟県南蒲原郡下田村（現、三条市）。

## 名前の由来
和名のアワガタケスミレは「粟ヶ岳菫」の意で、種小名（種形容語）awagatakensis とともに、基準産地の新潟県加茂市と三条市にまたがる粟ヶ岳による。

## 新種記載
本種は初め、ナガハシスミレの変種 V. rostrate var. crassifolia として記載された。変種名 var. crassifolia は「厚葉の」の意味。「日本のスミレ」(1967) の著者、植物学者の橋本保 (1967)によるものである。
1983年以降、新潟県の植物研究家、伊藤至と上石貞夫は、粟ヶ岳山麓のかなりの場所で本種を確認し、標本を採集した。1997年に、植物学者の山崎敬と、伊藤、上石によって、本種は距が長い点ではナガハシスミレに似るが、むしろ葉質が厚く、葉の裏面に細点がある点で類似する、粟ヶ岳周辺にも多いテリハタチツボスミレから分化した、独立した種である、として新種として記載発表された。

## 種の保全状況評価
準絶滅危惧（NT）（環境省レッドリスト）
（2019年、環境省）

## ギャラリー

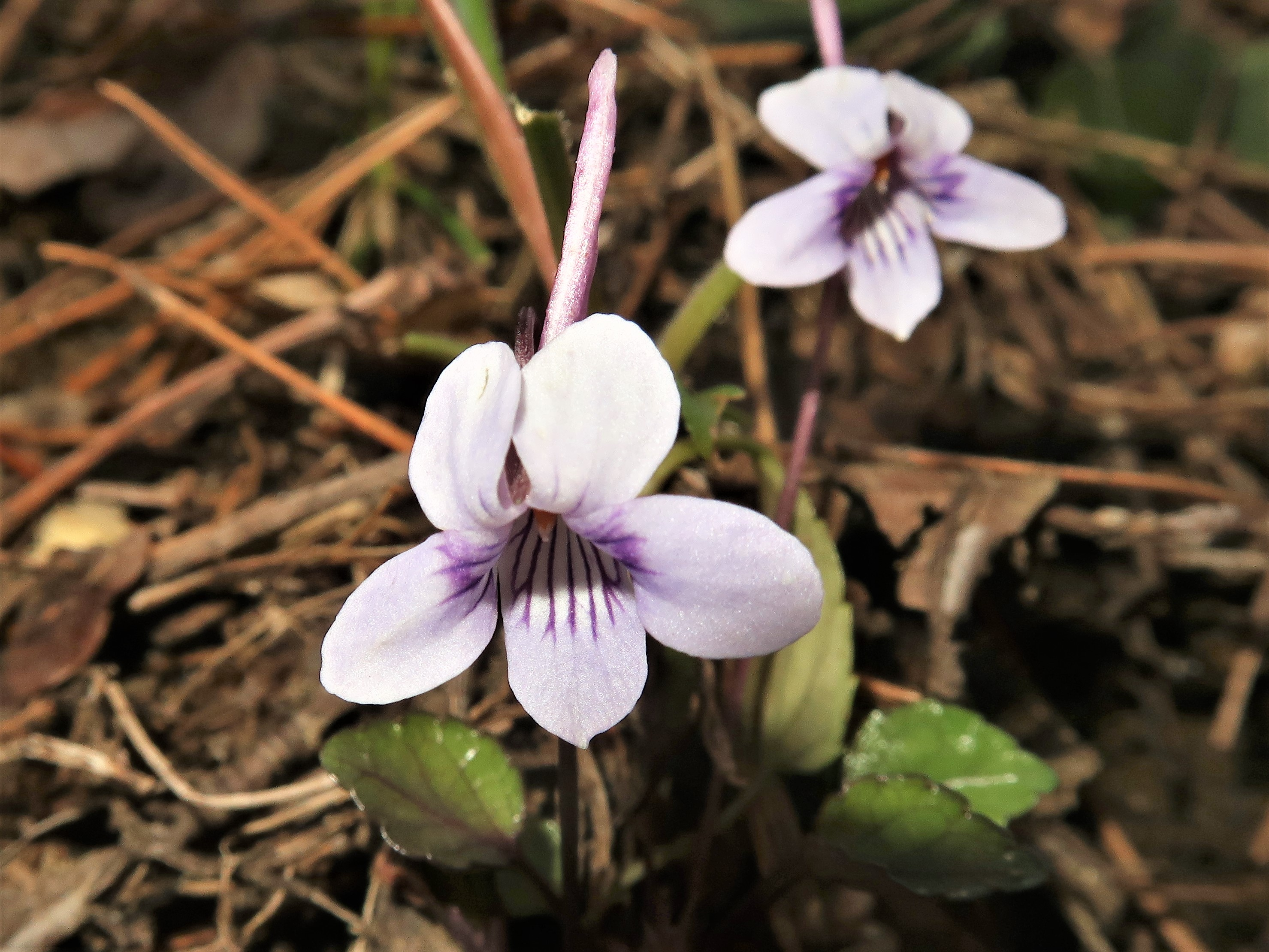
花は淡紫色で、側弁の基部は無毛。距は細長く、斜上する。
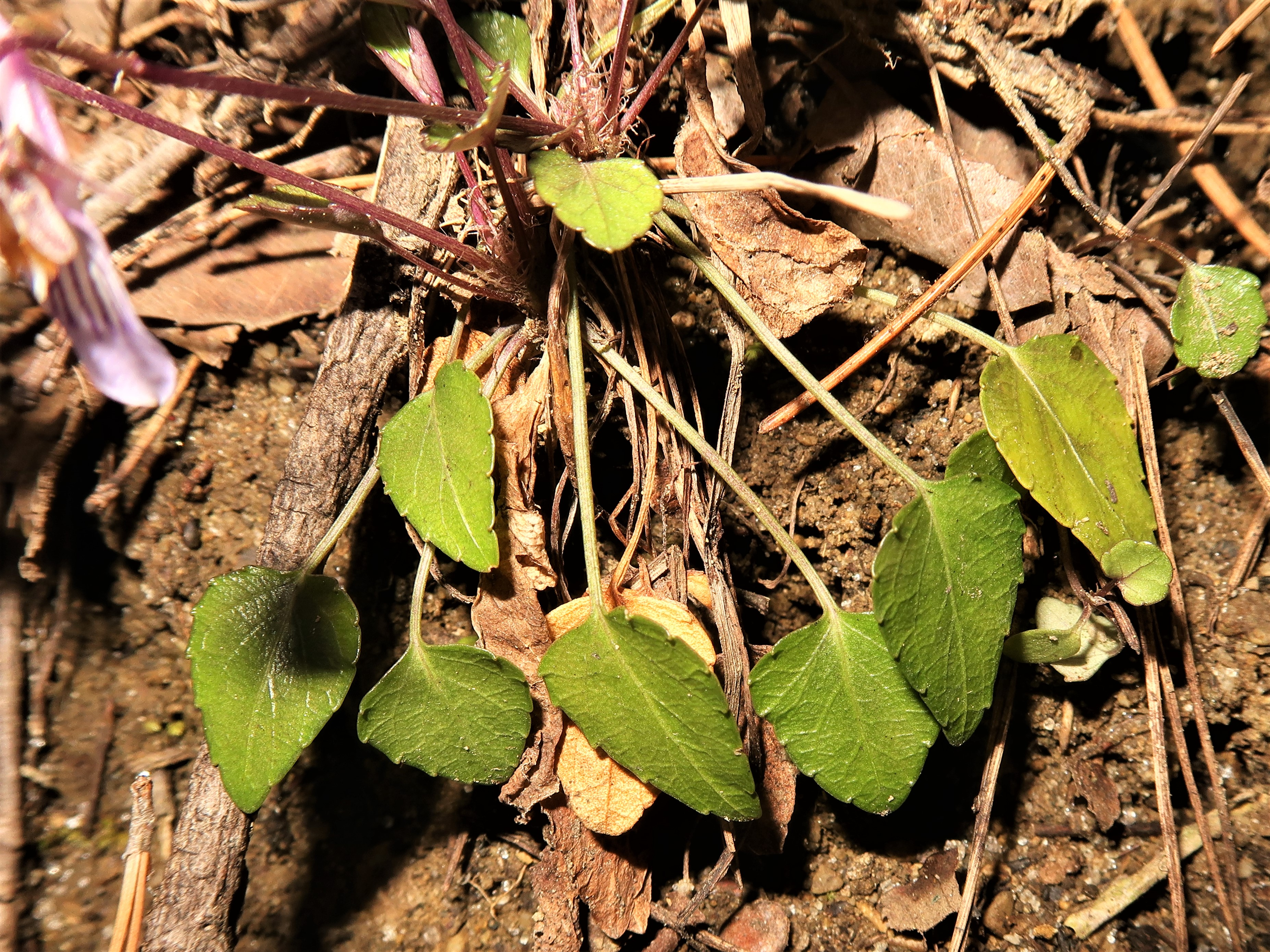
葉は厚く光沢があり、基部は切形になる。
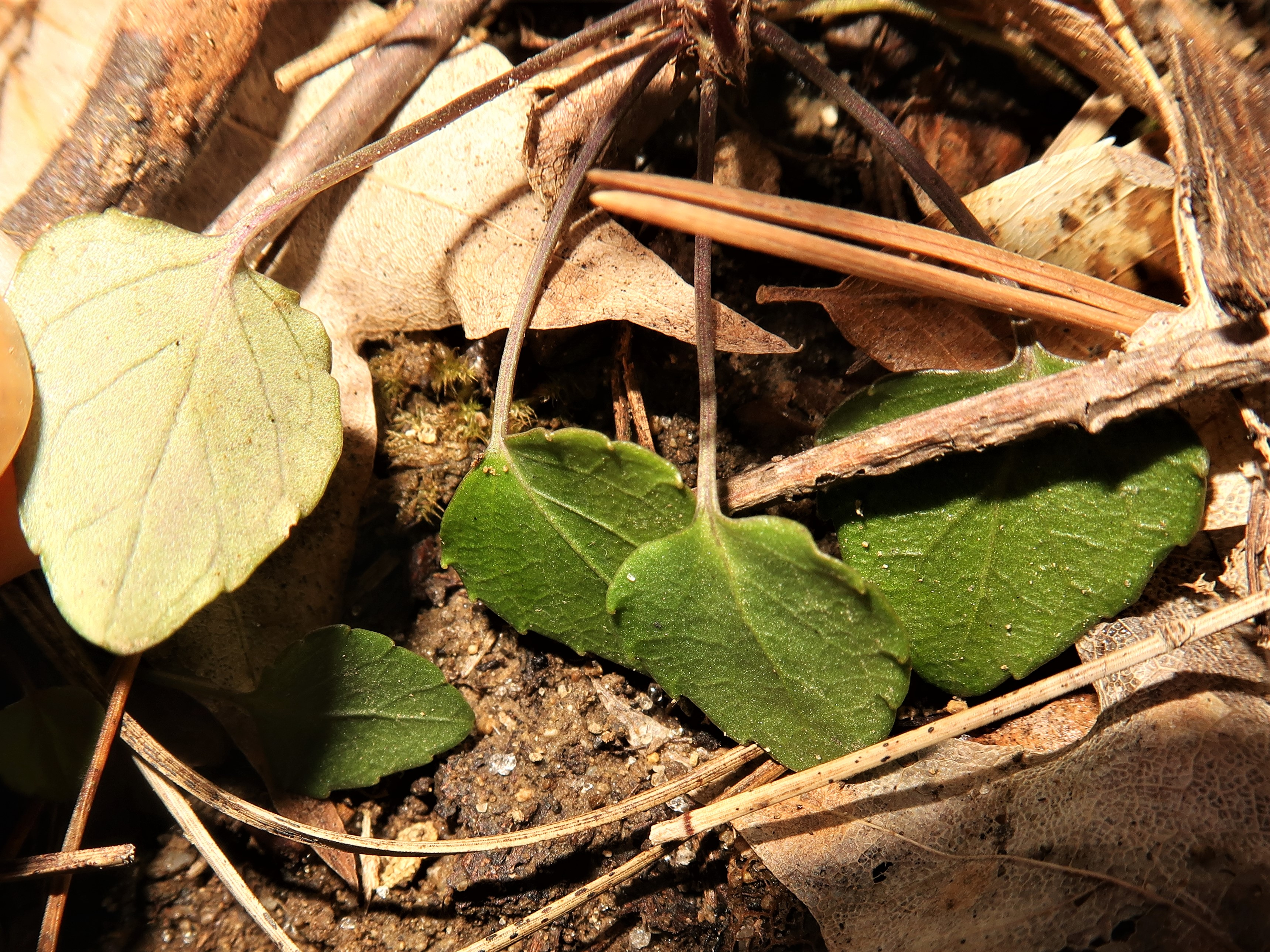
葉裏（左）。
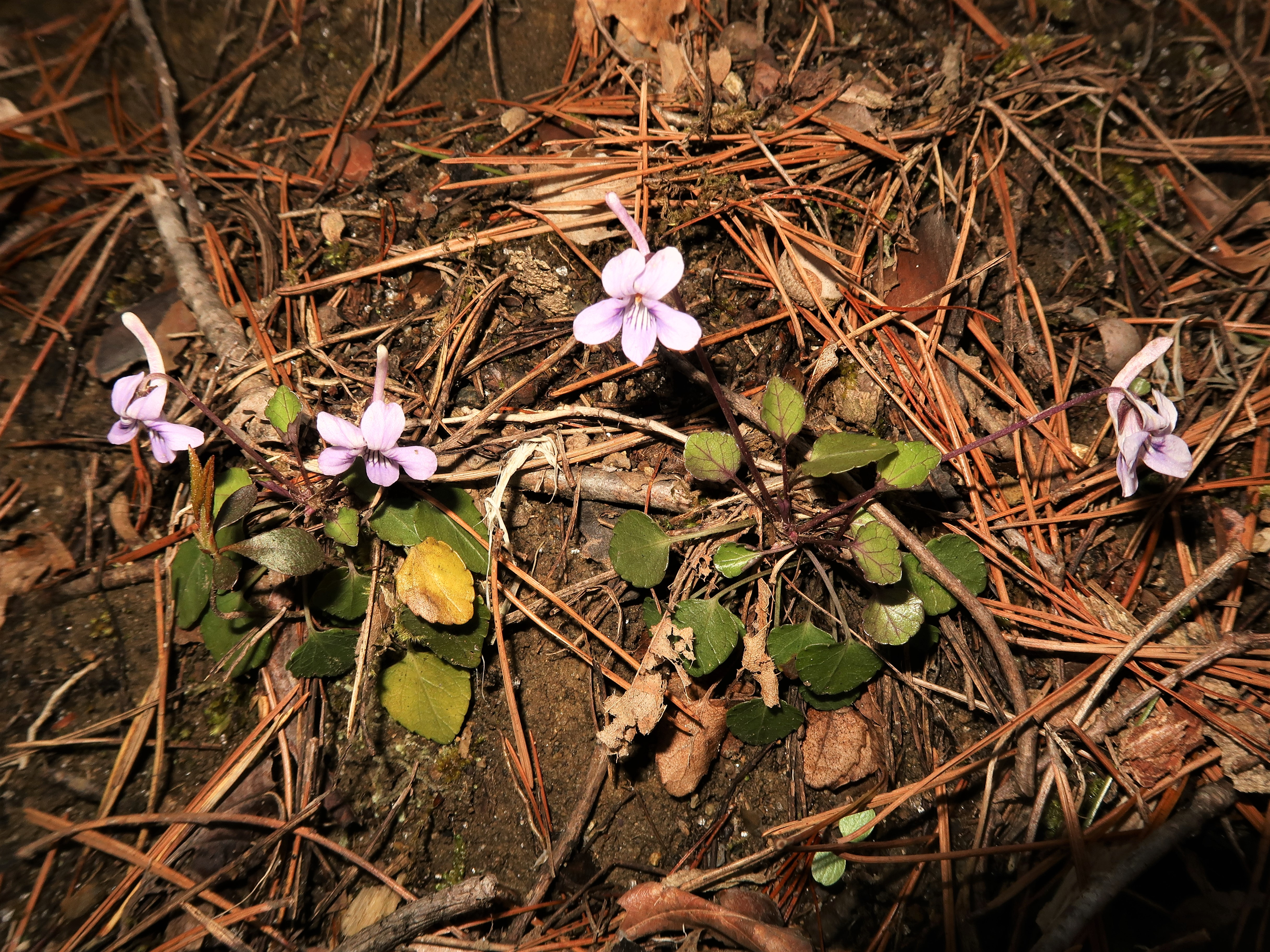
花時にはあまり茎が立たない。アカマツの生えるやや乾いた稜線わきの急斜面にあったもの。